# Serrazes
Serrazes é uma povoação portuguesa sede da Freguesia de Serrazes do Município de São Pedro do Sul, freguesia com 16,19 km² de área e 890 habitantes (censo de 2021), tendo, por isso, uma densidade populacional de 55 hab./km².
A freguesia é composta por cinco lugares principais: Freixo, Serrazes, Penso, Covelas, Ferreiros e Beirós

## Demografia
A população registada nos censos foi:
| Distribuição da População por Grupos Etários | Distribuição da População por Grupos Etários | Distribuição da População por Grupos Etários | Distribuição da População por Grupos Etários | Distribuição da População por Grupos Etários |
| -------------------------------------------- | -------------------------------------------- | -------------------------------------------- | -------------------------------------------- | -------------------------------------------- |
| Ano                                          | 0-14 Anos                                    | 15-24 Anos                                   | 25-64 Anos                                   | > 65 Anos                                    |
| 2001                                         | 171                                          | 144                                          | 520                                          | 269                                          |
| 2011                                         | 123                                          | 98                                           | 486                                          | 294                                          |
| 2021                                         | 94                                           | 78                                           | 410                                          | 308                                          |

## Património
- Igreja Matriz de Serrazes
- Capela de São Tomé
- Pedra Escrita
- Solar dos Malafaias